# Svart sabelnäbb
Svart sabelnäbb (Rhinopomastus aterrimus) är en fågel i familjen skratthärfåglar inom ordningen härfåglar och näshornsfåglar.

## Utseende och läte
Svart sabelnäbb är en helsvart fågel med lång och slank näbb och rätt lång stjärt. I flykten syns vita vingband. Fåglar i östra delen av utbredningsområdet har även vitt längst ut på stjärten. Arten skiljer sig från större sabelnäbb på rakaren näbb och något kortare och mindre spetsig stjärt, från skratthärfåglar på mer avskuren, kortare stjärt. Lätet består av en serie flöjtande och stigande "wheet", likt större sabelnäbb men ljusare.

## Utbredning och systematik
Svart sabelnäbb delas in i fyra underarter med följande utbredning:
- Rhinopomastus aterrimus aterrimus – förekommer från Senegal och Gambia till västra Sudan
- Rhinopomastus aterrimus emini – förekommer från centrala Sudan till nordöstra Kongo-Kinshasa och Uganda
- Rhinopomastus aterrimus notatus – förekommer i Etiopien
- Rhinopomastus aterrimus anchietae – förekommer från Demokratiska republiken Kongo till västra Zambia, Angola och sydöstra Gabon

## Status och hot
Arten har ett stort utbredningsområde och en stor population, men tros minska i antal till följd av avverkning av stora träd som den är beroende av för att häcka, hitta föda och ta nattkvist. Dock minskar den inte tillräckligt kraftigt för att den ska betraktas som hotad. Internationella naturvårdsunionen IUCN kategoriserar därför arten som livskraftig (LC). Världspopulationen har inte uppskattats men den beskrivs som vida spridd och lokalt vanlig i vissa områden.